# Johann Bernhard Hahn
Johann Bernhard Hahn (* 12. Juni 1685 in Pörschken; † 8. Juli 1755 in Königsberg) war ein deutscher orientalischer Philologe und evangelischer Theologe.

## Leben
Johann Bernhard war der Sohn des damaligen Pfarreradjunks in Pörschken und späteren Hofpredigers in Königsberg Bernhard Friedrich Hahn und dessen Frau Barbara geb. Bülow. Nachdem er die alt-städtischen Schulen in Königsberg durchlaufen hatte, begann er am 1. April 1700 ein Studium an der Albertus-Universität Königsberg, welches er 1705 an der Brandenburgischen Universität Frankfurt fortsetzte. Hier erwarb er am 27. April 1706 den akademischen Grad eines Magisters der Philosophie. Seine Studien setzte er im August 1706 an der Universität Jena fort. Zwei Jahre später bereiste er weitere deutsche Städte und Universitäten. Danach setzte er seine Bildungsreise nach Holland und England fort.
Zurückgekehrt nach Königsberg, wurde er am 22. Februar 1709 Lektor der philosophischen Fakultät, 1714 außerordentlicher Professor daselbst und 1715 ordentlicher Professor der orientalischen Sprachen. Am 16. März 1717 hatte ihn die Universität Greifswald zum Doktor der Theologie ernannt und er wurde 1745 Inspektor der Synagoge in Königsberg. Zudem beteiligte er sich an den organisatorischen Aufgaben der Königsberger Hochschule. So war er zwölfmal Dekan der philosophischen Fakultät und war in den Sommersemestern 1724, 1730, 1740 sowie 1748 viermal Rektor der Albertus-Universität.

## Werke
- Observationes philologicarum ex litteratura orientali Decades II. Königsberg 1709, 1714
- Oratio de promotionibus hebraeorum academicis. Königsberg 1735
- Disp. De coturnicibus Num. XI. 31, 32 adversus Ludolfum. Königsberg 1712
- Disp. De Appellatione linguae hebraeae Qua dicitur sancta. Königsberg 1715
- De cornubus altaris extremi. Königsberg 17??
- De festo Ebraeorum Purim. Königsberg 17??
- Introductionem ad Jesaiam. Königsberg 1735
- Introductionem ad Jerimiam. Königsberg 1736
- Diss. de Anno Ebraeorum jubileo Königsberg 1744
- Lev. XXV
- De falsis Theologiae principiis. Greifswald
- De opposite rationis alogia